# Station Dąbrowa Górnicza Wschodnia
Station Dąbrowa Górnicza Wschodnia is een spoorwegstation in de Poolse plaats Dąbrowa Górnicza.